# Diskografie Slayer
Diskografie americké thrashmetalové skupiny Slayer.

## Alba

### Studiová alba
| Název                                                                      | Informace o albu                                              | Nejvyšší pozice v žebříčku | Nejvyšší pozice v žebříčku | Nejvyšší pozice v žebříčku | Nejvyšší pozice v žebříčku | Nejvyšší pozice v žebříčku | Nejvyšší pozice v žebříčku | Nejvyšší pozice v žebříčku | Nejvyšší pozice v žebříčku | Nejvyšší pozice v žebříčku | Nejvyšší pozice v žebříčku | Nejvyšší pozice v žebříčku | Nejvyšší pozice v žebříčku | Prodaných kusů                              | Ocenění                             |
| Název                                                                      | Informace o albu                                              | US                         | CAN                        | AUS                        | AUT                        | DEN                        | FIN                        | FRA                        | GER                        | NLD                        | NZ                         | SWE                        | UK                         | Prodaných kusů                              | Ocenění                             |
| -------------------------------------------------------------------------- | ------------------------------------------------------------- | -------------------------- | -------------------------- | -------------------------- | -------------------------- | -------------------------- | -------------------------- | -------------------------- | -------------------------- | -------------------------- | -------------------------- | -------------------------- | -------------------------- | ------------------------------------------- | ----------------------------------- |
| Show No Mercy                                                              | - Datum vydání: 3. prosince 1983 - Vydavatelství: Metal Blade | —                          | —                          | —                          | —                          | —                          | —                          | —                          | —                          | —                          | —                          | —                          | —                          |                                             |                                     |
| Hell Awaits                                                                | - Datum vydání: 19. dubna 1985 - Vydavatelství: Metal Blade   | —                          | —                          | —                          | —                          | —                          | —                          | —                          | —                          | —                          | —                          | —                          | —                          |                                             |                                     |
| Reign in Blood                                                             | - Datum vydání: 7. října 1986 - Vydavatelství: Def Jam        | 94                         | —                          | —                          | —                          | —                          | —                          | —                          | —                          | —                          | —                          | —                          | 47                         | - US: 766 000+                              | - US: Gold                          |
| South of Heaven                                                            | - Datum vydání: 5. července 1988 - Vydavatelství: Def Jam     | 57                         | 89                         | 53                         | —                          | —                          | —                          | —                          | 23                         | 31                         | —                          | 50                         | 25                         | - US: 500 000+ - UK: 60 000+ - CAN: 50 000+ | - US: Gold - UK: Silver - CAN: Gold |
| Seasons in the Abyss                                                       | - Datum vydání: 9. října 1990 - Vydavatelství: Def American   | 40                         | —                          | 58                         | 29                         | —                          | —                          | —                          | 19                         | 69                         | —                          | 47                         | 18                         | - US: 813,000+ - CAN: 50 000+               | - US: Gold - CAN: Gold              |
| Divine Intervention                                                        | - Datum vydání: 27. září 1994 - Vydavatelství: American       | 8                          | 23                         | 27                         | 22                         | —                          | —                          | —                          | 18                         | 31                         | 20                         | 10                         | 15                         | - US: 500 000+ - CAN: 50 000+               | - US: Gold - CAN:Gold               |
| Undisputed Attitude                                                        | - Datum vydání: May 28, 1996 - Vydavatelství: American        | 34                         | 37                         | 16                         | 43                         | —                          | 27                         | 43                         | 45                         | 33                         | 22                         | 20                         | 31                         | - US: 200 000+                              |                                     |
| Diabolus in Musica                                                         | - Datum vydání: 9. června 1998 - Vydavatelství: American      | 31                         | 30                         | 35                         | 40                         | —                          | 18                         | 23                         | 32                         | 52                         | 15                         | 29                         | 27                         | - US: 280 000+                              |                                     |
| God Hates Us All                                                           | - Datum vydání: 11. září 2001 - Vydavatelství: American       | 28                         | 9                          | 15                         | 31                         | 32                         | 12                         | 25                         | 9                          | 30                         | 35                         | 18                         | 31                         | - US: 306,000+                              |                                     |
| Christ Illusion                                                            | - Datum vydání: 8. srpna 2006 - Vydavatelství: American       | 5                          | 3                          | 9                          | 6                          | 14                         | 2                          | 52                         | 2                          | 8                          | 10                         | 4                          | 23                         |                                             |                                     |
| World Painted Blood                                                        | - Datum vydání: 3. listopadu 2009 - Vydavatelství: American   | 12                         | 8                          | 9                          | 13                         | 21                         | 12                         | 28                         | 7                          | 15                         | 16                         | 21                         | 41                         | - US: 128,000                               | - POL: Gold                         |
| Repentless                                                                 | - Datum vydání: 11. září 2015 - Vydavatelství: Nuclear Blast  | 4                          | 3                          | 3                          | 6                          | 9                          | 3                          | 7                          | 1                          | 2                          | 8                          | 5                          | 11                         |                                             | - POL: Gold                         |
| „—“ značí vydání, která v dané zemi nevyšla nebo se neumístila v žebříčku. |                                                               |                            |                            |                            |                            |                            |                            |                            |                            |                            |                            |                            |                            |                                             |                                     |

### Koncertní alba
| Název                                                                                | Album details                                                    | Nejvyšší pozice v žebříčku | Nejvyšší pozice v žebříčku | Nejvyšší pozice v žebříčku | Nejvyšší pozice v žebříčku | Nejvyšší pozice v žebříčku | Nejvyšší pozice v žebříčku |
| Název                                                                                | Album details                                                    | US                         | AUS                        | GER                        | NLD                        | UK                         | FIN                        |
| ------------------------------------------------------------------------------------ | ---------------------------------------------------------------- | -------------------------- | -------------------------- | -------------------------- | -------------------------- | -------------------------- | -------------------------- |
| Live Undead                                                                          | - Datum vydání: November 16, 1984 - Vydavatelství: Metal Blade   | —                          | —                          | —                          | —                          | —                          | —                          |
| Decade of Aggression                                                                 | - Datum vydání: 22. října 1991 - Vydavatelství: American         | 55                         | 83                         | 35                         | 79                         | 29                         | —                          |
| The Big Four: Live from Sofia, Bulgaria (se skupinami Metallica, Megadeth a Anthrax) | - Datum vydání: 15. října 2010 - Vydavatelství: Universal        | —                          | 71                         | 59                         | 75                         | —                          | 31                         |
| The Repentless Killogy                                                               | - Datum vydání: 8. listopadu 2019 - Vydavatelství: Nuclear Blast | —                          | —                          | 16                         | —                          | —                          | —                          |
| „—“ značí vydání, která v dané zemi nevyšla nebo se neumístila v žebříčku.           |                                                                  |                            |                            |                            |                            |                            |                            |

## EP
| Název                                                                      | Informace o EP                                           | Nejvyšší pozice v žebříčku | Nejvyšší pozice v žebříčku | Nejvyšší pozice v žebříčku | Nejvyšší pozice v žebříčku |
| Název                                                                      | Informace o EP                                           | DEN                        | FIN                        | SWE                        | SWI                        |
| -------------------------------------------------------------------------- | -------------------------------------------------------- | -------------------------- | -------------------------- | -------------------------- | -------------------------- |
| Haunting the Chapel                                                        | - Datum vydání: Červen 1984 - Vydavatelství: Metal Blade | —                          | —                          | —                          | —                          |
| Eternal Pyre                                                               | - Datum vydání: 6. června 2006 - Vydavatelství: American | 3                          | 2                          | 48                         | 88                         |
| „—“ značí vydání, která v dané zemi nevyšla nebo se neumístila v žebříčku. |                                                          |                            |                            |                            |                            |

## Box sety
| Název                        | Informace o box setu                                           |
| ---------------------------- | -------------------------------------------------------------- |
| Soundtrack to the Apocalypse | - Datum vydání: 25. listopadu 2003 - Vydavatelství: American   |
| The Vinyl Conflict           | - Datum vydání: 12. října 2010 - Vydavatelství: American, Sony |

## Singly
| Píseň                                                                      | Rok  | Nejvyšší pozice v žebříčku | Nejvyšší pozice v žebříčku | Nejvyšší pozice v žebříčku | Album                |
| Píseň                                                                      | Rok  | US Sales                   | DEN                        | UK                         | Album                |
| -------------------------------------------------------------------------- | ---- | -------------------------- | -------------------------- | -------------------------- | -------------------- |
| "Black Magic"                                                              | 1983 | —                          | —                          | —                          | Show No Mercy        |
| "Hell Awaits"                                                              | 1985 | —                          | —                          | —                          | Hell Awaits          |
| "Raining Blood"                                                            | 1986 | —                          | —                          | 64                         | Reign in Blood       |
| "Angel of Death"                                                           | 1986 | —                          | —                          | —                          | Reign in Blood       |
| "Postmortem"                                                               | 1986 | —                          | —                          | —                          | Reign in Blood       |
| "Necrophobic"                                                              | 1986 | —                          | —                          | —                          | Reign in Blood       |
| "Criminally Insane"                                                        | 1987 | —                          | —                          | —                          | Reign in Blood       |
| "South of Heaven"                                                          | 1988 | —                          | —                          | —                          | South of Heaven      |
| "Mandatory Suicide"                                                        | 1988 | —                          | —                          | —                          | South of Heaven      |
| "War Ensemble"                                                             | 1990 | —                          | —                          | —                          | Seasons in the Abyss |
| "Dead Skin Mask"                                                           | 1990 | —                          | —                          | —                          | Seasons in the Abyss |
| "Spirit in Black"                                                          | 1990 | —                          | —                          | —                          | Seasons in the Abyss |
| "Seasons in the Abyss"                                                     | 1991 | —                          | —                          | 51                         | Seasons in the Abyss |
| "Dittohead"                                                                | 1994 | —                          | —                          | —                          | Divine Intervention  |
| "Serenity in Murder"                                                       | 1995 | —                          | —                          | 50                         | Divine Intervention  |
| "I Hate You"                                                               | 1996 | —                          | —                          | —                          | Undisputed Attitude  |
| "Stain of Mind"                                                            | 1998 | —                          | —                          | —                          | Diabolus in Musica   |
| "Bloodline"                                                                | 2001 | —                          | —                          | —                          | God Hates Us All     |
| "Disciple"                                                                 | 2001 | —                          | —                          | —                          | God Hates Us All     |
| "Cult"                                                                     | 2006 | —                          | —                          | —                          | Christ Illusion      |
| "Eyes of the Insane"                                                       | 2006 | —                          | 15                         | 97                         | Christ Illusion      |
| "Jihad"                                                                    | 2006 | —                          | —                          | —                          | Christ Illusion      |
| "Psychopathy Red"                                                          | 2009 | —                          | —                          | —                          | World Painted Blood  |
| "Hate Worldwide"                                                           | 2009 | 2                          | —                          | —                          | World Painted Blood  |
| "World Painted Blood"                                                      | 2010 | 14                         | —                          | —                          | World Painted Blood  |
| "Implode"                                                                  | 2014 | —                          | —                          | —                          | Repentless           |
| "When the Stillness Comes"                                                 | 2015 | —                          | —                          | —                          | Repentless           |
| "Repentless"                                                               | 2015 | 2                          | —                          | —                          | Repentless           |
| "You Against You"                                                          | 2016 | —                          | —                          | —                          | Repentless           |
| "Pride in Prejudice"                                                       | 2016 | —                          | —                          | —                          | Repentless           |
| „—“ značí vydání, která v dané zemi nevyšla nebo se neumístila v žebříčku. |      |                            |                            |                            |                      |

## Ostatní
| Píseň                      | Rok  | Album                                       | Popis |
| -------------------------- | ---- | ------------------------------------------- | --- |
| "Captor of Sin"            | 1986 | Soundtrack k filmu Na břehu řeky            | Původně z alba Haunting the Chapel.                                                                                                |
| "Tormentor"                | 1986 | Soundtrack k filmu Na břehu řeky            | Původně z alba Show No Mercy. |
| "Evil Has No Boundaries"   | 1986 | Soundtrack k filmu Na břehu řeky            | Původně z alba Show No Mercy. |
| "Die by the Sword"         | 1986 | Soundtrack k filmu Na břehu řeky            | Původně z alba Show No Mercy. |
| "In-A-Gadda-Da-Vida"       | 1987 | Soundtrack k filmu Feťáci                   | Coververze písně od Iron Butterfly. Později součástí box setu Soundtrack to the Apocalypse.                                        |
| "Angel of Death"           | 1990 | Soundtrack k filmu Gremlins 2               | Původně z alba Reign in Blood. |
| "Disorder"                 | 1993 | Soundtrack k filmu Rozsudek noci            | Vzniklo ve spolupráci s Ice-T. Medley a coververze písní od The Exploited. Později součástí box setu Soundtrack to the Apocalypse. |
| "Epidemic"                 | 1996 | The Perfect Woman soundtrack                | Původně z alba Reign in Blood. |
| "No Remorse (I Wanna Die)" | 1997 | Spawn                                       | Vzniklo ve spolupráci s Atari Teenage Riot. Později součástí box setu Soundtrack to the Apocalypse.                                |
| "Human Disease"            | 1998 | Soundtack k filmu Chuckyho nevěsta          | Později součástí box setu Soundtrack to the Apocalypse.                                                                            |
| "Here Comes the Pain"      | 1999 | WCW Mayhem                                  | Součástí alba God Hates Us All. |
| "Hand of Doom"             | 2000 | Nativity in Black II.                       | Coververze písně od Black Sabbath.                                                                                                 |
| "Spirit in Black"          | 2000 | Záhada Blair Witch 2                        | Původně z alba Seasons in the Abyss.                                                                                               |
| "Bloodline"                | 2000 | Soundtrack k filmu Dracula 2000             | Později součástí box setu God Hates Us All.                                                                                        |
| "Angel of Death"           | 2000 | Soundtrack k filmu Mrs. Death 2: Hells Fury | Původně z alba Reign in Blood |
| "Born to Be Wild"          | 2002 | NASCAR: Crank It Up                         | Coververze písně od Steppenwolf.                                                                                                   |
| "Angel of Death"           | 2002 | Soundtrack k filmu Jackass                  | Původně z alba Reign in Blood. |
| "Divine Intervention"      | 2003 | Soundtrack k filmu Haggard: The Movie       | Původně z alba Divine Intervention.                                                                                                |
| "Warzone"                  | 2004 | UFC: Ultimate Beat Downs, Vol. 1            | Původně z alba God Hates Us All.                                                                                                   |
| "Spill the Blood"          | 2006 | Soundtrack k filmu Jackass 2                | Původně z alba South of Heaven. |
| "Eyes of the Insane"       | 2006 | Soundtrack k filmu Saw 3                    | Původně z alba Christ Illusion. |
| "Raining Blood"            | 2007 | Guitar Hero 3: Legends of Rock              | Původně z alba Reign in Blood. |
| "Raining Blood"            | 2007 | Skate                                       | Původně z alba Reign in Blood. |
| "Final Six"                | 2008 | Soundtrack k filmu Kat:Válečná zóna         | Původně z alba the special edition of Christ Illusion.                                                                             |
| "Raining Blood"            | 2009 | Guitar Hero Smash Hits/Greatest Hits        | Původně z alba Reign in Blood. Od verze z Guitar Hero III: Legends of Rock se liší mixáží.                                         |
| "War Ensemble"             | 2009 | Guitar Hero: Metallica                      | Původně z alba Seasons in the Abyss.                                                                                               |
| "Chemical Warfare"         | 2010 | Guitar Hero: Warriors of Rock               | Původně z alba Haunting the Chapel.                                                                                                |
| "War Ensemble"             | 2013 | Rocksmith 2014                              | Původně z alba Seasons in the Abyss.                                                                                               |
| "Angel of Death"           | 2015 | Rocksmith 2014                              | Původně z alba Reign in Blood. |
| "Raining Blood"            | 2015 | Rocksmith 2014                              | Původně z alba Reign in Blood. |
| "South of Heaven"          | 2015 | Rocksmith 2014                              | Původně z alba South of Heaven. |
| "Seasons in the Abyss"     | 2015 | Rocksmith 2014                              | Původně z alba Seasons in the Abyss.                                                                                               |
| "Dead Skin Mask"           | 2015 | Rocksmith 2014                              | Původně z alba Seasons in the Abyss.                                                                                               |
| "Angel of Death"           | 2019 | DLC ke hře Rock Band 4                      | Původně z alba Reign in Blood. |

## Videa

### Videoklipy
| Píseň                  | Rok  | Režisér          | Album                |
| ---------------------- | ---- | ---------------- | -------------------- |
| "War Ensemble"         | 1990 | —                | Seasons In The Abyss |
| "Seasons in the Abyss" | 1991 | Di Puglia Gerard | Seasons In The Abyss |
| "Serenity in Murder"   | 1994 | Jon Reiss        | Divine Intervention  |
| "Dittohead"            | 1994 | Jon Reiss        | Divine Intervention  |
| "I Hate You"           | 1996 | —                | Undisputed Attitude  |
| "Stain of Mind"        | 1998 |                  | Diabolus In Musica   |
| "Bloodline"            | 2001 | Evan Bernard     | God Hates Us All     |
| "Eyes of the Insane"   | 2006 | Tony Petrossian  | Christ Illusion      |
| "Beauty Through Order" | 2010 | Ben Hibon        | World Painted Blood  |
| "World Painted Blood"  | 2010 | Mark Brooks      | World Painted Blood  |
| "Repentless"           | 2015 | BJ Mcdonnell     | Repentless           |
| "You Against You"      | 2016 | BJ Mcdonnell     | Repentless           |
| "Pride In Prejudice"   | 2016 | BJ Mcdonnell     | Repentless           |

### Video alba
| Název                                                                                               | Album details                                               | Nejvyšší pozice v žebříčku | Nejvyšší pozice v žebříčku | Nejvyšší pozice v žebříčku | Nejvyšší pozice v žebříčku | Nejvyšší pozice v žebříčku | Nejvyšší pozice v žebříčku | Nejvyšší pozice v žebříčku | Prodaných kusů                                                             | Ocenění                                                                                        |
| Název                                                                                               | Album details                                               | US Video                   | GER                        | FIN                        | JPN                        | SWI                        | AUT                        | UK                         | Prodaných kusů                                                             | Ocenění                                                                                        |
| --------------------------------------------------------------------------------------------------- | ----------------------------------------------------------- | -------------------------- | -------------------------- | -------------------------- | -------------------------- | -------------------------- | -------------------------- | -------------------------- | -------------------------------------------------------------------------- | ---------------------------------------------------------------------------------------------- |
| Live Intrusion                                                                                      | - Datum vydání: 31. října 1995 - Vydavatelství: American    | —                          | —                          | 3                          | —                          | —                          | —                          | —                          |                                                                            |                                                                                                |
| War at the Warfield                                                                                 | - Datum vydání: 29. července 2003 - Vydavatelství: American | 3                          | 58                         | 2                          | 91                         | —                          | —                          | —                          | - US: 50 000+                                                              | - US: Gold                                                                                     |
| Still Reigning                                                                                      | - Datum vydání: 26. října 2004 - Vydavatelství: American    | 7                          | —                          | 7                          | 192                        | —                          | —                          | —                          | - US: 50 000+                                                              | - US: Gold                                                                                     |
| The Unholy Alliance Live (se skupinami Lamb of God, Mastodon, Children of Bodom a Thine Eyes Bleed) | - Datum vydání: 30. října 2007 - Vydavatelství: American    | —                          | —                          | —                          | —                          | —                          | —                          | —                          |                                                                            |                                                                                                |
| The Big Four: Live From Sofia, Bulgaria (se skupinami Metallica, Megadeth a Anthrax)                | - Datum vydání: 15. října 2010 - Vydavatelství: Universal   | 1                          | 4                          | 1                          | 6                          | 3                          | 1                          | 1                          | - US: 200 000+ - BRA: 50 000+ - AUS: 30 000+ - POL: 30 000+ - GER: 25,000+ | - US: 2× Platinum - GER: Gold - NZ: Gold - BRA: Platinum - AUS: 2× Platinum - POL: 3× Platinum |
| „—“ značí vydání, která v dané zemi nevyšla nebo se neumístila v žebříčku.                          |                                                             |                            |                            |                            |                            |                            |                            |                            |                                                                            |                                                                                                |